# Ryoma Nishimura
Ryoma Nishimura (født 2. juli 1993) er en japansk fodboldspiller, som spiller for den japanske fodboldklub Montedio Yamagata.